# Municipio de Jackson Hill
El municipio de Jackson Hill (en inglés: Jackson Hill Township) es un municipio ubicado en el  condado de Davidson en el estado estadounidense de Carolina del Norte. En el año 2010 tenía una población de 1.107 habitantes.

## Geografía
El municipio de Jackson Hill se encuentra ubicado en las coordenadas 35°35′38.52″N 80°6′35.85″O / 35.5940333, -80.1099583.